# Verre bioactif

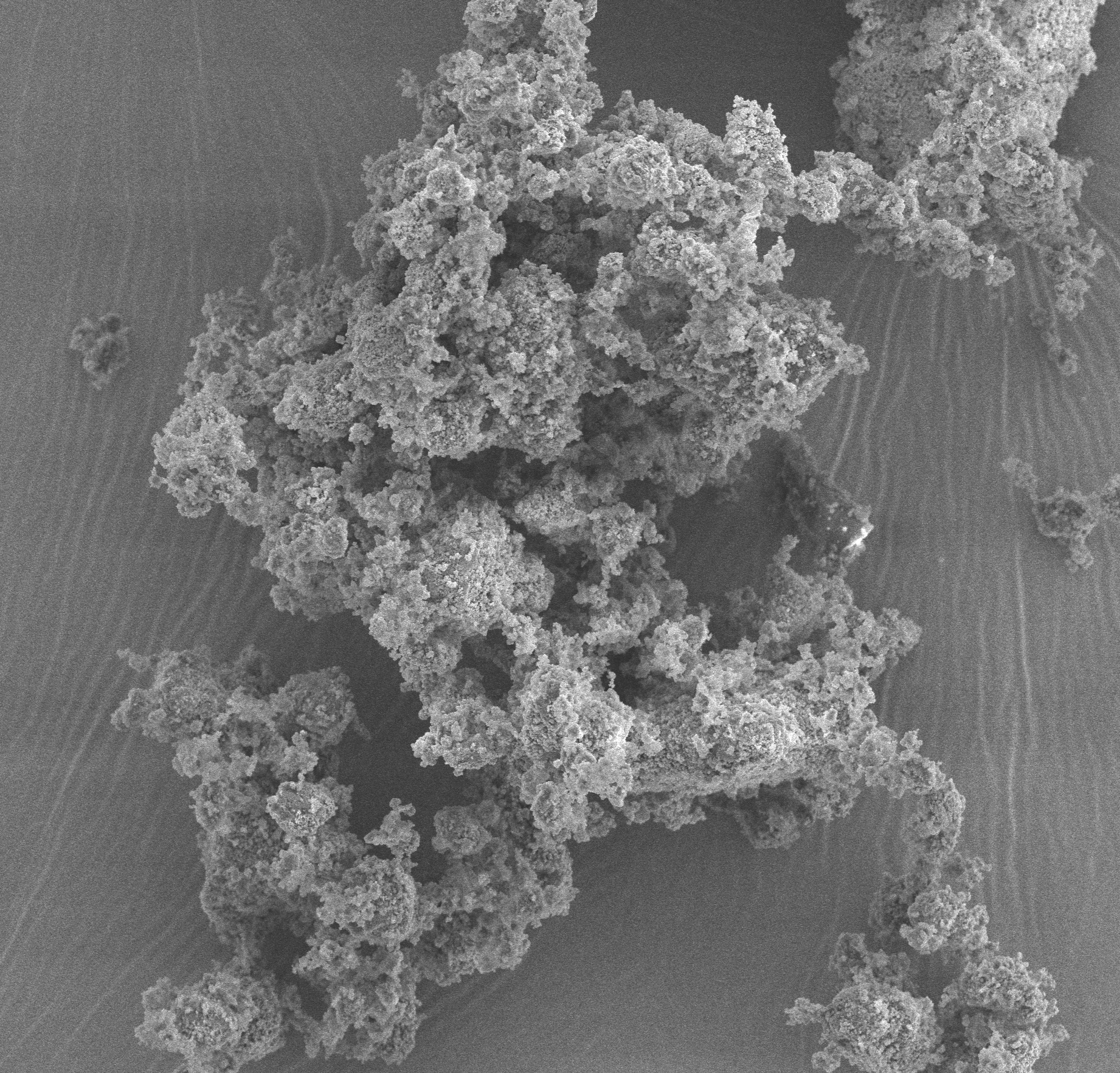
Verre bioactif vu au microscope électronique

Les verres bioactifs sont des matériaux dont les propriétés sont retenues par la chirurgie pour leur emploi comme substitut osseux. En effet après leur insertion dans l'organisme, ils se couvrent d'une couche d'hydroxyapatite carbonatée, similaire à la phase minérale de l'os naturel et qui permet l'établissement de liaisons chimiques avec les cellules osseuses, donc un accrochage fort de l'implant. Cependant, les verres bioactifs sont peu utilisés en chirurgie du fait de leurs médiocres propriétés mécaniques. Ils sont cependant intéressants en couches minces pour associer leurs caractéristiques bioactives à l'intérêt d'autres matériaux.

## Production
Deux voies de synthèse sont possibles :
- la voie classique réalise la fusion des oxydes précurseurs à haute température (souvent plus de 1 400 °C), suivie d'une trempe à température ambiante. Cette voie permet l'obtention de verres bioactifs massifs et de tailles variées, mais nécessite l'emploi d'un four produisant ces températures ;
- la voie du procédé sol-gel repose sur l'utilisation d'alcoxyde métallique, comme ceux du silicium, afin d'introduire les germes du réseau vitreux. La pré-formation du réseau par le procédé sol-gel permet de réduire de façon significative la température d'élaboration du verre, par rapport à la voie fusion. Cette synthèse n'est pas adaptée à l'obtention de verres massifs, mais plutôt de dépôts en couches minces, facilement exploitables.

### Procédé sol-gel
La première polymérisation sol-gel a été réalisée par Ebelmen, qui décrit dès 1845 « la conversion en verre solide de l’acide silicique exposé à l’air humide ». Cependant, le commencement de la polymérisation sol-gel date des années 1930 avec l’utilisation pour la première fois, par la firme allemande Schott, de ce procédé pour fabriquer des récipients en verre. Le principe de celui-ci, autrefois appelé « chimie douce », repose sur l’utilisation d’une succession de réactions d’hydrolyse-condensation, à température modérée, pour préparer des réseaux d’oxydes, qui peuvent être à leur tour traités thermiquement. La formation du réseau d’oxydes a lieu, en solution, à une température proche de l’ambiante. Il s’agit d’un processus de conversion en solution d’alcoolates métalliques, tels que les alcoolates de silicium, zirconium, aluminium, titane...
La réaction de synthèse de verres par voie sol-gel repose sur la propriété qu’ont les alcoolates de silicium de pouvoir plus ou moins s’hydrolyser en présence d’eau. Suivant l’intensité de cette hydrolyse, il se formera par polycondensation un réseau tridimensionnel polymérisé avec des fonctions silanol plus ou moins ouvertes.
Les différentes étapes du procédé sol-gel sont :
- « le sol » : le système est dans l’état liquide : il est constitué d’un mélange d’oligomères colloïdaux et de petites macromolécules ainsi que, selon le degré d’avancement de la réaction de polymérisation, de différents monomères partiellement hydrolysés ;
- « le gel » est constitué d’un réseau tridimensionnel d’oxyde gonflé par le solvant, avec des liaisons chimiques assurant la cohésion mécanique du matériau en lui donnant un caractère rigide, non déformable ;
- le vieillissement du gel : lorsque le gel vieillit, des réactions de réticulation au sein de celui-ci conduisent à un rétrécissement des porosités. Ce rétrécissement conduit alors à une expulsion du solvant (phénomène de synérèse) ;
- le séchage : l’eau non liée aux molécules est évaporée ainsi que des solvants organiques. La vitesse de séchage ainsi que les différentes conditions environnementales, comme le taux de vapeurs saturantes des solvants utilisées, influences grandement la stabilité mécanique des gels secs obtenus. Un séchage rapide impliquera un grand flux de matière au travers des pores déjà rétrécit par la synérèse, d’où une dégradation de ceux-ci impliquant de nombreuses fractures. Le risque d’un séchage rapide est d’obtenir une poudre une fois le gel sec. A contrario, un séchage à l’air ambiant, lent, limitera la dégradation des porosités et donnera un monolithe dense connu sous le nom de xérogel. Des conditions environnementales hypercritiques, ou le solvant liquide est progressivement remplacé par un solvant plus facilement éliminable, donnera un aérogel, beaucoup plus poreux et léger que le xérogel ;
- la thermolyse : en chauffant le gel à des températures moyennes, entre 500 et 1 000 °C suivant la composition voulue, la structure du composé est modifiée. Il y a départ de l’eau absorbée et des ions qui ne seraient pas partis lors du séchage (les nitrates par exemple). La thermolyse entraine donc une stabilisation chimique. Cependant l’expulsion des différentes espèces aux travers des pores implique comme lors du séchage une déstabilisation mécanique. Ici encore, il convient de ne pas donner à l’échantillon des chocs thermiques qui pourraient conduire à la fracturation.

#### Formateur de réseau vitreux

##### Le silicium
Le silicium est généralement introduit sous forme de tétraéthylorthosilicate (TEOS). Moins fréquemment on rencontre le tétraméthylorthosilicate ou TMOS. L’utilisation de ces organométalliques permet d’obtenir avec succès des verres de compositions très variées. Cette relative liberté est appliquée avec intérêt dans le domaine des bioverres, en permettant de lever certaines limites par rapport à la méthode par fusion classique de synthèse des verres. En effet lors de la trempe du verre la cristallisation de composés non désirés peut apparaitre (cas du phosphore). De plus, une des facultés intéressantes des alcoolates métalliques est de pouvoir s’hydrolyser facilement en présence d’eau. La réaction est thermodynamiquement favorable. Cependant la cinétique de réaction en l’absence de catalyseur est faible, plus de 1000 h pour le TEOS seul. La réaction peut être accélérée ; l’usage d’un catalyseur est alors requis. Les catalyseurs peuvent être de nature acide ou basique, ou bien être un ion ou une molécule influençant les réactions élémentaires de l’hydrolyse. Des réactions de condensation, responsables de la densification progressive du gel, se produisent également avec ces précurseurs. Elles peuvent être de deux types :
- l’oxolation combine deux groupements hydrolysés de l’alcoolate pour former une molécule d’eau et une liaison Si-O-Si ;
- l’alcoxolation combine quant à elle des groupements hydrolysé et non hydrolysé de l’alcoolate afin d’obtenir une molécule d’alcool et une liaison silane.

###### Catalyse acide
Afin de former un réseau vitreux rapidement il faut donc favoriser l’hydrolyse et la condensation du TEOS, des réactions par nature assez lentes. Pour accélérer ces réactions, l’emploi d’un catalyseur est indispensable.
L’usage d’acides forts comme agents d’hydrolyse de l’alcoolate de silicium sont régulièrement cités.
- La réaction est une substitution nucléophile d’ordre 2.
- La mauvaise stabilité de l’intermédiaire réactionnel positif formé implique que la matière première n’est jamais totalement hydrolysée.

L’hydrolyse partielle du précurseur ne permet que d’obtenir un taux de substitution en moyenne égal à deux sur les quatre possibles.
Ce fait à une conséquence sur la structure du sol : les molécules du TEOS s’alignent sur une structure plutôt linéaire, proche de ce que l’on peut observer pour une polymérisation classique en chimie organique
Le point de gel est atteint lorsque les chaînes, de plus en plus longues au cours du temps, finissent par s’entremêler en formant un réseau vitreux densifié.

###### Catalyse basique
Pour la catalyse basique :
- l’ion hydroxyde remplace l’eau comme nucléophile. Étant plus réactif, l’hydrolyse est accélérée ;
- il y a formation d’un intermédiaire réactionnel négatif stable qui octroie une hydrolyse rapide et complète.

Avec ce type de catalyse, la réaction d’hydrolyse est massive et rapide, les réactions de polycondensation seront elles aussi dotées d’une cinétique importante ; la viscosité du gel augmente de façon vive et le point de gel est vite atteint. De plus, le taux de substitution de l’atome de silicium central dans la molécule de TEOS atteint sa valeur maximale de quatre. Il en résulte une possibilité de réaction de la molécule dans les trois directions de l’espace. Lors des réactions de polycondensation, ce phénomène se produit et on assiste à la croissance de sphères de silicium qui voient leurs tailles augmenter jusqu’à ce que leurs surfaces entrent en contact l’une avec l’autre, permettant ainsi au sol d’atteindre le point de gel. Les bases utilisées peuvent être variées ; certaines permettent des réactions de condensation plus modérées, en limitant l’augmentation du pH dans le solvant. Les catalyseurs basiques pouvant être employés sont :
- NH4OH et les autres bases ammoniaquées ;
- les sels d’halogénures (KBr, etc.) ;
- les bases fortes traditionnelles sont également utilisables : NaOH, CaO, etc.

On peut diminuer le pH à l’aide d’un acide faible, et ainsi ralentir significativement les réactions de condensation.

###### Catalyse par le fluor
L’acte catalytique du fluor repose sur le même mécanisme que celui des bases, à la seule différence que l’ion F− remplace OH− en tant que nucléophile. Cela permet en outre à la réaction d’hydrolyse d’être indépendante du pH. L’acide fluorhydrique est souvent utilisé comme précurseur du fluor. Il permet une gélification rapide. On note également l’emploi d’halogénure de potassium KF, mais aussi NaF et NH4F. L’ion fluorure est d’une taille similaire à l’ion hydroxyde et possède lui aussi la capacité d’augmenter la coordination du silicium. Celle-ci est normalement de quatre, mais il apparait par un intermédiaire réactionnel penta-coordiné.
Les fluorures sont les catalyseurs les plus efficaces vis-à-vis de la gélification.

###### Catalyse par l’acide acétique
Si l’on additionne de l’acide acétique dans le sol avec du TEOS, le temps mis par le sol pour atteindre le point de gel devient très court, du même ordre que le temps mis avec les acides forts. Ceci n’est pas normal si l’on considère uniquement la fonction acide de la molécule : la quantité de protons libérés dans le milieu étant moindre qu’avec un acide fort, la vitesse de réaction devrait être plus basse. La réaction de l’acide acétique avec le TEOS conduit à la formation d’un silyl ester. Cet intermédiaire à la capacité de réagir facilement sur une fonction alcool pour finalement obtenir un silanol. Les protons H+ ne jouent pas de rôle dans ces mécanismes, rendant la catalyse par l’acide acétique indépendante du pH.

##### Le phosphore
Composant majoritaire de l’os avec le calcium, le phosphore est un élément fondamental pour l’activité biologique de l’implant. L’oxyde de phosphore P2O5 est aussi un élément formateur de réseau vitreux agissant de concert avec le silicium dans le cas de mélange de ces deux oxydes ou de dopage d’une composition.
Le TEP, ou triéthylphosphate est souvent employé en synthèse sol-gel. L’hydrolyse du TEP peut se produire en milieu acide ou basique, à l’aide des catalyseurs des mêmes noms
Les acides phosphoriques sont aussi utilisés. Ce type précurseur ne subit pas de réactions d’hydrolyse et de condensation au sein du sol.

#### Modificateur de réseau

##### Le sodium
Avec la méthode traditionnelle de fusion et trempe des oxydes, le sodium intervient comme modificateur de réseau : son oxyde est Na2O. Sa présence permet d’abaisser la température d’élaboration des verres, c’est un fondant. La silice permet d'obtenir un verre, mais son point de fusion est très élevé (1 730 °C). En ajoutant des fondants, on abaisse cette température à 1 400 °C et on facilite les possibilités de travail. L’ajout d’un oxyde de sodium provoque également la rupture d’une liaison Si-O et l’apparition d’un oxygène non-pontant. Cela a pour conséquences de fragiliser le réseau et d’augmenter sa solubilité dans les milieux aqueux.
Dans le cadre d’une immersion en fluide physiologique simulé (SBF) de bioverres contenant du sodium, il a été remarqué plusieurs points montrant l’avantage de cet élément :
- le sodium permet une mise en solution plus rapide des verres. Ceux-ci forment alors un gel de silice plus rapidement ;
- le gel devient favorable au dépôt de CaP amorphe, qui subit ensuite une nucléation rapide pour devenir de l’HAC néoformée.

Dans un procédé sol-gel, le sodium peut être introduit par plusieurs catégories de précurseurs :
- les précurseurs minéraux, tel que le nitrate de sodium[13] ;
- des précurseurs organiques, tel qu’un acétate de sodium[14] ;
- les alcoolate de sodium, sous forme méthyl ou éthyl[15].

##### Le calcium
Le calcium est un élément essentiel des verres : il est employé depuis le Moyen Âge comme stabilisateur de réseau. Son oxyde est CaO. Comme le sodium, il introduit des liaisons oxygène non pontants, ce qui a pour conséquence une stabilisation du verre. Celui-ci sera alors plus résistant aux attaques chimiques, comme une dissolution par l’eau. Afin d’introduire cet éléments divers précurseurs sont utilisés :
- les sels minéraux : les carbonates et les nitrates de calcium sont couramment employés dans le cadre de synthèse sol-gel[16] ;
- les sels organiques : l’utilisation d’acétate de calcium ;
- les alcoolates de calcium : tout comme le sodium, les alcoolates de calcium sont utilisables lors de synthèse sol-gel[17].